# Lucas Chevalier
Lucas Chevalier (Calais, 6 november 2001) is een Frans voetballer die als doelman speelt. Hij verruilde Lille OSC in de zomer van 2025 voor Paris Saint-Germain.

## Clubcarrière

### Jeugd
Chevalier sloot zich in 2014 aan bij de jeugdopleiding van Lille OSC. In het seizoen 2018/19 maakte hij zijn opwachting in het tweede elftal van Lille in de Championnat National 2. In het seizoen 2019/20 stond hij onder de lat tijdens de Youth League-campagne van Lille. Lille eindigde dat seizoen tweede in een groep met Ajax, Chelsea en Valencia, maar sneuvelde in de play-offronde tegen FC Midtjylland na strafschoppen.
In het seizoen 2020/21, het seizoen waarin Lille zijn vierde landstitel veroverde, was hij derde doelman van de A-kern na Mike Maignan en Orestis Karnezis. Chevalier speelde tijdens dat seizoen evenwel geen officiële wedstrijd voor Lille.

### Valenciennes
In juli 2021 werd Chevalier voor een seizoen verhuurd aan de Franse tweedeklasser Valenciennes, weliswaar zonder aankoopoptie. Chevalier miste de seizoenstart door een knieblessure, maar keerde begin september terug: op 12 september 2021 speelde hij met het B-elftal van de club een wedstrijd tegen Amiens SC in de Championnat National 3, en zes dagen later debuteerde hij in de Ligue 2 tegen Pau FC (1-1-gelijkspel). Chevalier miste nadien nog maar één competitiewedstrijd: op de 20'ste competitiespeeldag moest hij verstek geven wegens een coronabesmetting.

### OSC Lille
Na afloop van zijn uitleenbeurt keerde hij terug naar Lille. Tijdens de eerste zes competitiewedstrijden bleef hij op de bank ten voordele van Léo Jardim, maar op de zevende competitiespeeldag kreeg hij van trainer Paulo Fonseca een kans tegen Olympique Marseille. Het was zijn debuut voor Lille. Vervolgens gaf hij die basisplaats niet meer uit handen. Hij keepte 35 wedstrijden in alle competities dat seizoen en hield daarin twaalf keer de nul. 
Op 20 september 2023 maakte Chevalier zijn debuut in de Conference League tegen NK Olimpija. In die competitie kwam Lille tot de kwartfinale, waarin het werd uitgeschakeld door Aston Villa. In de Ligue 1 miste Chevalier enkel de laatste wedstrijd van het seizoen en werd hij derde met Lille. Derhalve maakte hij op 17 september 2024 tegen Sporting CP zijn debuut in de Champions League. Hij speelde tien wedstrijden en Lille verraste met een zevende plek in de groepsfase, maar werd in de achtste finale uitgeschakeld door Borussia Dortmund. In totaal speelde Chevalier 127 wedstrijden voor Lille.

### Paris Saint-Germain
In augustus 2025 werd Chevalier voor 40 miljoen euro overgenomen door Paris Saint-Germain, dat het jaar ervoor de treble had gewonnen met Gianluigi Donnarumma als doelman. Trainer Luis Enrique zei daarover: "Hij is zonder twijfel een van de beste spelers op zijn positie, maar we zoeken een ander type doelman." Chevalier tekende in de Franse hoofdstad een contract voor vijf seizoenen tot de zomer van 2030. Hij maakte op 13 augustus in de UEFA Super Cup tegen Tottenham Hotspur zijn debuut met een prijs. Er werd op penalty's gewonnen en Chevalier stopte één strafschop, van doelpuntenmaker Micky van de Ven.

## Clubstatistieken
| Seizoen | Club                | Competitie | Competitie | Competitie | Beker | Beker | Europees | Europees | Totaal | Totaal |
| Seizoen | Club                | Competitie | Wed.       | Dlp.       | Wed.  | Dlp.  | Dlp.     | Dlp.     | Wed.   | Dlp.   |
| ------- | ------------------- | ---------- | ---------- | ---------- | ----- | ----- | -------- | -------- | ------ | ------ |
| 2020/21 | Lille OSC           | Ligue 1    | 0          | 0          | 0     | 0     | 0        | 0        | 0      | 0      |
| 2021/22 | → Valenciennes      | Ligue 2    | 30         | 0          | 0     | 0     | –        | –        | 30     | 0      |
| 2022/23 | Lille OSC           | Ligue 1    | 32         | 0          | 3     | 0     | –        | –        | 35     | 0      |
| 2023/24 | Lille OSC           | Ligue 1    | 33         | 0          | 2     | 0     | 9        | 0        | 44     | 0      |
| 2024/25 | Lille OSC           | Ligue 1    | 34         | 0          | 0     | 0     | 14       | 0        | 48     | 0      |
| 2025/26 | Paris Saint-Germain | Ligue 1    | 0          | 0          | 0     | 0     | 1        | 0        | 1      | 0      |
| Totaal  | Totaal              | Totaal     | 129        | 0          | 5     | 0     | 24       | 0        | 158    | 0      |

Bijgewerkt t/m 15 augustus 2025.

## Interlandcarrière
Chevalier debuteerde in 2017 als Frans jeugdinternational. Hij doorliep de jeugdteams van Frankrijk onder 16, onder 18, onder 20, onder 21 en onder 23. Op 14 november 2024 maakte hij voor het eerst deel uit van de wedstrijdselectie van het Frans voetbalelftal. Hij zat zes wedstrijden op de bank achter Mike Maignan zonder nog zijn debuut te maken voor Frankrijk.

## Erelijst
| Competitie          | Aantal              | Jaren               |
| Paris Saint-Germain | Paris Saint-Germain | Paris Saint-Germain |
| ------------------- | ------------------- | ------------------- |
| UEFA Super Cup      | 1x                  | UEFA Super Cup 2025 |

### Individueel
- Keeper van het Jaar Ligue 1 2024/25